# Клугер, Шломо
Рабби Шло́мо (Соломо́н бен-Иху́да Ааро́н) Клу́гер (в Галиции произносили Кли́гер) (идиш קלוּגר שְׁלמה‎), или Магид из Брод, или рабби Соломон Клугер из Комарова, или МаАРШаК (хешван 5546 года — 1 тамуза 5629 года по еврейскому календарю или 1785 год — 9 июня 1869 года) — раввин, талмудист, проповедник, комментатор и законоучитель, один из величайших знатоков Торы в Галиции XIX века.

## Биография
Рабби Шломо родился в местечке Комаров в 1785 году (по другим данным — в 1788 г.). Его отцом был рабби Йеуда-Аарон, раввин Комарова. Уже в раннем детстве он проявил недюжинные способности к учёбе, написав первые свои комментарии к Торе в возрасте шести лет. В тринадцать лет он потерял отца и переехал в город Замосць, где несколько дней проучился в йешиве раввина Мордехая Рабина, однако, поскольку порядок обучения не соответствовал его уровню и быстроте усвоения материала, он стал учиться самостоятельно в местной синагоге.
Вскоре слух о мудром молодом человеке достиг рабби Йосэфа Охгилрэнтэра, друга отца рабби Шломо, который, убедившись в глубине познаний юноши, решил взять его под свою опеку и обеспечивать его материальные нужды, чтобы он мог все время уделять только изучению Торы. В то же время рабби Шломо стал учиться у рабби Яакова Кранца, известного как Магид из Дубно.
Когда рабби Шломо было пятнадцать, умерла его мать, и он остался круглым сиротой. В 1802 году он женился на девушке по имени Либа-Маля и переехал в Раву-Русскую (Петроковская губерния), где он жил у своего тестя, который обеспечивал его. Несмотря на молодой возраст, уже тогда он встречался со многими известными раввинами, однако не желал сам становиться раввином. После смерти тестя он открыл магазин, где сидел и постоянно учился. Однако, когда он увидел, что дела в магазине идут плохо, то решил, что должность раввина всё-таки придется принять на себя .
В 1809 году он был принят на должность раввина в местечке Куликове (Галиция), а через год родился его первый сын — Хаим-Йеуда, который был слаб от рождения и умер молодым, при жизни отца. В 1817 году он стал раввином города Юзефове (Люблинская губерния), а летом 1820 был принят на пост раввина Брод. В 1838 году умерла его первая жена, и рабби Шломо женился во второй раз на Фриде, дочери рабби Арье Марголийота из Дубно, от которой у него родился сын рабби Авраам-Биньямин, который со временем унаследовал раввинский пост отца.
В 1845 году ему предложили пост раввина в Бережанах (Галиция), и, несмотря на уговоры бродской общины, рабби Шломо согласился. Через короткое время после прибытия в Бережаны рабби Шломо сильно заболел тифом и врачи не давали ему шансов на выздоровление. Однако вскоре его положение стало улучшаться, и он принял на себя обязательство, что если он выздоровеет, то вернется в Броды. И действительно, через некоторое время он выздоровел и выполнил своё обещание, вернувшись в Броды, где к тому времени уже назначили другого раввина. Там он прожил до глубокой старости и умер в 1869 году.

## Религиозное творчество
В раввинистической литературе Восточной Европы и России первой половины XIX века рав Клугер занимает особое место. Будучи выдающимся талмудическим и галахическим авторитетом, обладая огромными знаниями и неординарными нравственными качествами, Клугер стал самым популярным раввином и общепризнанным авторитетом в ритуальных и галахических вопросах не только в Галиции, где большей частью жил и работал, но также в России и Польше. Его мнение, что было весьма редким случаем, высоко котировалось как у хасидов, так и у миснагдим.
Высокому авторитету Клугера способствовала, помимо прочего, его редкая трудоспособность, благодаря чему он за свою жизнь успел написать 174 сочинения, а число его отдельных респонсов достигло нескольких тысяч. Большинство сочинений Клугера остались неизданными, и только 28 из них были напечатаны.
Подобная загруженность отразилась на качестве сочинений рава Клугера. Текущие общественные дела общины и огромное количество вопросов по самым разным поводам со всех концов России и Восточной Европы вынуждали его давать ответы в спешке, из-за чего они иногда получались поверхностностными и противоречивыми, что вызывало упрёки со стороны некоторых современных ему еврейских законоучителей.

## События, связанные с рабби Шломо
Рабби Шломо отличался непоколебимостью и отзывчивостью, во всех вопросах, касающихся еврейского закона, он твердо стоял на своем, не боясь никаких угроз.

### Похороны во время эпидемии холеры
В 1831 году разразилась эпидемия холеры, унёсшая много жизней в Бродах. Особенно страдала от эпидемии беднота, к тому же из-за множества умерших резко поднялись цены на саваны, поэтому главы общины решили хоронить бедняков в их одежде. Когда об этом стало известно рабби Шломо, он пошел домой к одному из местных богачей и, несмотря на его влияние и большую денежную помощь общине, не боясь испортить с ним отношения, отчитал его за постановление и добился его отмены.

### История с резником
В 1843 году появилось подозрение, что резник в Бердичеве безответственно выполняет свою работу, поскольку весь скот, который он резал, после проверки объявлялся кашерным (что практически невозможно, поскольку кашерным животное считается, когда все его внутренние органы целы, а, например, в коровьих легких часто встречаются дырки). Резник пользовался поддержкой хозяев местной скотобойни, людей богатых и влиятельных, не желавших терять свои деньги зря.
Главы общины обратились к рабби Шломо, чтобы он рассудил между ними и сторонниками резника. Он приехал в Бердичев и пробыл там около трех недель, во время которых не только расследовал инцидент на скотобойне, но и решал тяжбы, выносил судебные постановления и составил свод правил для местной скотобойни, которыми пользовались в Бердичеве вплоть до Второй мировой войны.
Уже с первой встречи рабби Шломо понял, что резник не выполняет свою задачу как следует. Однако он провел ещё несколько осмотров, чтобы его не обвинили в вынесении постановления на основании поверхностного осмотра, и даже тогда он не вынес постановления, поскольку опасался за собственную жизнь. И действительно, хозяева бойни донесли на него властям, что он пытается лишить их большой части налогов, из-за чего рабби Шломо пришлось ранним утром бежать из Бердичева .
Лишь по возвращении в Броды издал рабби Шломо однозначное судебное постановление, запрещающее резнику продолжать работу и указывающее главам общины Бердичева назначить другого резника.
Хозяева скотобойни, видя, что они теряют верную прибыль, нашли другого раввина, который написал письмо против рабби Шломо, однако раввины Галиции, знавшие кропотливое отношение рабби Шломо Клугера к Закону Торы, не обратили на это письмо внимания.

### Запрет машинной мацы
В дни рабби Шломо была изобретена первая машина для выпечки мацы. Рабби Шломо запретил пользоваться такой мацой в Песах по нескольким причинам — в частности, потому что в деталях машины может застревать тесто, что сложно заметить и сложно устранить (по прошествии 18 минут тесто считается квасным и не пригодно к использованию на Песах). Рабби Шломо выпустил брошюру, получившую название «Модаа Раба леИсраэль» (Важное сообщение Израилю), в котором он строжайшим образом запрещает использование машины для выпечки мацы. С другой стороны, рабби Шауль Натанзон, раввин Львова, разрешил использование машины и выпустил ответное письмо, которое назвал «Битуль амодаа» («Отмена сообщения») и в котором он приводил доводы в пользу именно машинной мацы.
Спор по поводу мацы продолжался долгие годы, и, хотя на сегодняшний день большинство евреев пользуются машинной мацой, есть немало таких, кто и сегодня следует указанию рабби Шломо Клугера. В те же времена рабби Шломо так упорно отстаивал свои взгляды, что во всей Галиции эти машины практически не появлялись.